# Gert-Jan de Warm
Gert-Jan de Warm (Amsterdam, 8 oktober 1967) is een Nederlands acteur. Hij speelde in diverse films en series, waaronder Bounty, De bende van Sjako en Beschuldigd.

## Levensloop
De Warm maakte zijn acteerdebuut in april 2003 in de televisiefilm Het wonder van Máxima die als onderdeel van Telefilm diende. Hierna speelde De Warm mee in diverse korte films waaronder Groeten uit Holland en Nachtvlinder.
Op 22 september 2008 was De Warm te zien in de BNN-serie Onderweg naar Morgen, hiermee was hij voor het eerst als acteur in een televisieserie te zien. In de jaren die volgden speelde De Warm diverse rollen in meerdere televisieseries, waaronder Achter gesloten deuren, Popoz en VRijland.

## Filmografie

### Film
- 2003: Het wonder van Máxima, als dronkenman
- 2006: Groeten uit Holland, als bouwvakker
- 2007: Smokers and Non-Believers, als Nico
- 2012: Just a Matter of Time, als man in auto
- 2013: White Snow, als Chris
- 2013: Bounty, als Gert-Jan
- 2014: Levenslang en gelukkig, als politieman
- 2015: Nachtvlinder, als kistdrager
- 2016: Imperfectum, als zoon

### Televisie
- 2008: Onderweg naar Morgen, als portier
- 2011: De bende van Sjako, als Beul
- 2012: Achter gesloten deuren, als Rob
- 2013: Beschuldigd, als Ger Jacobs
- 2013: Popoz, als Norbert
- 2013: VRijland, als Hans de Sloper